# Eragrostis atrovirens
Eragrostis atrovirens là một loài thực vật có hoa trong họ Hòa thảo. Loài này được (Desf.) Trin. ex Steud. mô tả khoa học đầu tiên năm 1840.